# Ach, lieben Christen, seid getrost, BWV 114
Ach, lieben Christen, seid getrost, BWV 114 (Ah, tingueu confiança, estimats cristians), és una cantata religiosa de Johann Sebastian Bach per al dissetè diumenge després de la Trinitat, estrenada a Leipzig l'1 d'octubre de 1724.

## Origen i context
Pertany al primer cicle de cantates corals, iniciat el primer diumenge després de la Trinitat, conté, doncs, les característiques d'aquest conjunt d'obres: autor anònim i manteniment de les estrofes extremes de l'himne coral que li dona el títol, les altres estrofes es reescriuen de manera lliure. El llibret està basat en l'himne de Johannes Gigas (1561); la primera, tercera i sisena estrofes es copien literalment en els números 1, 4 i 7 i aquests números mantenen, també, la melodia del càntic Wo Gott der Herr nicht bei uns hält de Justus Jonas (1543). El text no guarda gaire relació amb l'evangeli del dia Lluc (14, 1-11), que narra la guarició d'un home hidròpic en dissabte, una exaltació a la humilitat. Per a aquest diumenge es conserven dues altres cantates, la BWV 47 i la BWV 148.

## Anàlisi
Obra escrita per a soprano, contralt, tenor, baix i cor; trompa, flauta travessera, dos oboès, corda i baix continu. Consta de set números, amb una distribució simètrica al voltant del coral central, amb un parell d'àries i recitatius, emmarcades per dues intervencions del cor.
1. Cor: Ach, lieben Christen, seid getrost (Ah, tingueu confiança, estimats cristians)
2. Ària (tenor): Wo wird in diesem Jammertale (On trobaré en aquesta vall de llàgrimes)
3. Recitatiu (baix): O Sünder, trage mit Geduld (Oh, pecador! endura amb paciència)
4. Coral (soprano): Kein Frucht das Weizenkörnlein bringt (Cap fruit no pot donar el gra de blat)
5. Ària (contralt): Du machst, o Tod, mir nun nicht ferner bange (Oh mort, I ca! ja no em fas por)
6. Recitatiu (tenor): Indes bedenke deine Seele (Pensa, doncs, en l'ànima teva)
7. Coral:  Wir wachen oder schlafen ein (Tan si estem dormint com despert)

En el cor inicial, amb la melodia indicada molt dinàmica (Vivace segons la partitura), els oboès i el primer violí arrenquen a l'uníson i són contestats pel segon violi i el continu abans de donar entrada al cor; la melodia va a càrrec del soprano, reforçat per la trompa, seguit per les altres veus. El número 2, és una ària de tenor que dialoga amb la flauta travessera amb un passatge de gran virtuosisme i expressivitat, on hi destaca el pianissimo del continu. En el recitatiu de baix, número 3, cal notar en un arioso el gir, òbviament descendent, sobre la frase dass du erniedrigt werden muss (Quan més et caldria un posat humil). El número següent, és el centre de simetria i argumental de l'obra, el soprano canta frase a frase el coral, veritable protagonista de la cantata, sobre el continu que de forma obstinada repeteix un motiu de l'inici. L'ària de contralt, número 5, aporta el moment d'expansió i alleujament més intens de la cantata, que es van enterbolint i tornant angoixós sobre la frase es muss ja so einmal gestorben sein (Sé que haig de morir, tard o aviat). Un recitatiu secco senzill del tenor, porta al coral final a cappella doblat pel conjunt instrumental com és habitual. L'obra té una durada d'uns vint-i-cinc minuts.

## Discografia seleccionada
- J.S. Bach: Das Kantatenwerk. Sacred Cantatas Vol. 6. Gustav Leonhardt, Knabenchor Hannover (Heinz Henning, director), Collegium Vocale Gent (Philippe Herreweghe, director), Leonhardt-Consort, Sebastian Henning (solista del cor), René Jacobs, Kurt Equiluz, Max van Egmond. (Teldec), 1994.
- J.S. Bach: The complete live recordings from the Bach Cantata Pilgrimage. CD 44: Alhelgonakyrkan, Lund; 14 d'octubre de 2000. John Eliot Gardiner, Monteverdi Choir, English Baroque Soloists, Katharine Fuge, Charles Humphries, Mark Padmore, Stephan Loges. (Soli Deo Gloria), 2013.
- J.S. Bach: Complete Cantatas Vol. 12. Ton Koopman, Amsterdam Baroque Orchestra & Choir, Lisa Larsson, Annette Markert, Christoph Prégardien, Klaus Mertens. (Challenge Classics), 2006.
- J.S. Bach: Cantatas Vol. 25. Masaaki Suzuki, Bach Collegium Japan, Yukari Nonoshita, Daniel Taylor, Makoto Sakurada, Peter Kooij. (BIS), 2004.
- J.S. Bach: Church Cantatas Vol. 36. Helmuth Rilling, Gächinger Kantorei, Bach-Collegium Stuttgart, Gbriele Schnaut, Julia Hamari, Kurt Equiluz, Wolfgang Schöne. (Hänssler), 1999.